# Линия 2 (Шанхайский метрополитен)

Карта линии 2

Линия 2 — линия Шанхайского метро, открытая 11 июня 2000 года, проходит с запада на восток города. Длина линии — 64 км. На ней находятся 31 станция и 3 электродепо. На картах обозначается светло-зелёным цветом. На всех станциях установлены платформенные раздвижные двери.

## История
Первый участок Линии 2 был открыт 28 октября 1999 года (от станции Парк Чжуншань до Улицы Луньян). Данный участок включал в себя 12 станций, протяжённость которых составила 16,3 км. Год спустя, была открыта станция Парк Высоких Технологий Чжанцзиан. Ещё 4 станции, находящиеся западней от Парка Чжуншань, были открыты в 2006 году. 4 года спустя, в ходе подготовки к  Экспо 2010 в Шанхае, линия была значительно расширена: в феврале того же года, была перестроена станция Парк Высоких Технологий Чжанцзиан (была построена подземная станция, и закрыта надземная), а месяц спустя, была открыта конечная на данный момент станция Южный Сюйцзин.

## Хронология открытия
- 11 июня 2000 года — Парк Чжуньшан — Улица Луньян
- 26 декабря 2000 года — Улица Луньян — Парк Высоких Технологий Чжанцзиан
- 30 декабря 2006 года — Парк Чжун Шань — Улица Сунхун
- 24 февраля 2010 года — Парк Высоких Технологий Чжанцзиан — Улица Гуанлань
- 16 марта 2010 года — Улица Сунхун — Восточный Сюйзцин
- 8 апреля 2010 года — Улица Гуанлань — Международный Аэропорт Пудун
- 1 июля 2010 года — Железнодорожная Станция Хунцяо — Южный Сюйцзин

## Пересадки
- Железнодорожная Станция Хунцяо — 10, 17.
- Аэропорт Хунцяо Терминал 2 — 10.
- Парк Чжуньшан — 3, 4.
- Улица Цзянсу — 11.
- Храм Цзиньян — 7, 14.
- Улица Западный Наньцзин — 12, 13.
- Народная Площадь— 1, 8.
- Улица Восточный Наньцзин — 10.
- Луцзяцвэй — 14.
- Проспект Века — 4, 6, 9.
- Улица Луньян — 7, 16, Маглев, 18.
- Улица Гуаньлань — 24 (проектируется).
- Международный аэропорт Пудун — Маглев.

## Электрификация
Питание подвижного состава производится при помощи пантографа. Электричество для линии вырабатывают 7 тяговых станций электроснабжения.

## Подвижной состав

### AC02A
Эти поезда для Линии 2 были выпущены в 2000—2001 году. Сейчас действует 16 поездов этой модели. Производители Siemens и ADtrans.

### AC08
Эти поезда для линии 2 были выпущены в 2007—2009 году. Сейчас действует 21 поезд этой модели. Производители Alstom и KCO Puzhen.

### AC17a
Эти поезда для Линии 2 были выпущены в 2009—2010 году. Сейчас действует 16 поездов этой модели на зададном радиусе. Производители Alstom и KCO Puzhen.

### AC17b
Эти поезда для Линии 2 были выпущены в 2009—2010 годах. Сейчас действует 16 поездов этой модели на восточном радиусе. Производители Alstom и KCO Puzhen.

### 02A05
Эксплуатируются на Линии 2 с 2017 года. На данный момент на линии эксплуатируется 31 поезд этой модели.